# Алцина (комуна)
Алцина (рум. Alțâna) — комуна у повіті Сібіу в Румунії. До складу комуни входять такі села (дані про населення за 2002 рік):
- Алцина (1107 осіб) — адміністративний центр комуни
- Бенешть (270 осіб)
- Гіжаса-де-Сус (239 осіб)

Комуна розташована на відстані 209 км на північний захід від Бухареста, 29 км на північний схід від Сібіу, 115 км на південний схід від Клуж-Напоки, 93 км на захід від Брашова.

## Населення
За даними перепису населення 2002 року у комуні проживали 1616 осіб.
Національний склад населення комуни:
| Національність | Кількість осіб | Відсоток |
| -------------- | -------------- | -------- |
| румуни         | 1409           | 87,2%    |
| цигани         | 135            | 8,4%     |
| німці          | 69             | 4,3%     |
| угорці         | 3              | 0,2%     |

Рідною мовою назвали:
| Мова      | Кількість осіб | Відсоток |
| --------- | -------------- | -------- |
| румунська | 1509           | 93,4%    |
| німецька  | 68             | 4,2%     |
| циганська | 37             | 2,3%     |
| угорська  | 2              | 0,1%     |

Склад населення комуни за віросповіданням:
| Релігія                                       | Кількість осіб | Відсоток |
| --------------------------------------------- | -------------- | -------- |
| православні                                   | 1474           | 91,2%    |
| адвентисти                                    | 39             | 2,4%     |
| лютерани (Аугсбурзького сповідання)           | 37             | 2,3%     |
| лютерани (Синодально-пресвітеріанська церква) | 33             | 2,0%     |
| бретрени                                      | 14             | 0,9%     |
| греко-католики                                | 7              | 0,4%     |
| реформати                                     | 4              | 0,2%     |
| баптисти                                      | 4              | 0,2%     |
| п'ятдесятники                                 | 1              | 0,1%     |